# Bătălia de la Legnano
Bătălia de la Legnano a avut loc la 29 mai 1176; în urma acestei bătălii, milițiile Ligii Lombarde au înfrânt armata Sfântului Imperiu Roman, condusă de împăratul Frederic Barbarossa.

## Context
În septembrie 1174 împăratul Frederic Barbarossa și-a început a cincea campanie militară în Italia. El a traversat Alpii și a încercat să distrugă Liga Lombardă, dorind să extindă autoritatea Imperiul asupra întregii Italii. Anterior înaintării spre Asti, a asaltat și jefuit orașul Susa. Mai târziu în octombrie, Frederic s-a apropiat de Alessandria, începând asediul acesteia. Acest oraș înființat de refugiații din Milano, după prima campanie a lui Frederic (1164), avea o importanță majoră pentru ambele părți. 
După o iarnă petrecută sub zidurile orașului, soldații au săpat un tunel sub ziduri și au atacat de Paști. Într-o luptă aprigă, atacul lor a fost respins. Avertizat de apropierea armatei lombarde, Frederic a fost nevoit să ridice asediul și să se retragă la Pavia, pentru a-și aduna trupele. La 16 aprilie 1175 Frederic sa întâlnit cu ambasadorii Ligii Lombarde în Castelul de Montebello din Bellinzona, pentru tratative de pace. Însă negocierile au eșuat, și ambele părți au continuat războiului. La sfârșitul lunii, Frederic a fost anunțat despre sosirea întăririlor venite din Germania.
Pornind din Pavia spre întăririle venite, Frederic în compania lui Filip I de Heinsberg și a Arhiepiscopului de Magdeburg, Wichmann a înaintat spre nord și în apropierea lacului Como a întâlnit trupele nou-venite - 1000 cavaleriști și 1000 infanteriști, plus 1000 de soldați din miliția locală. În continuare Frederic a condus întăririle în sud, pentru a le uni cu armata sa principală. Avertizați cu privire la acțiunile germanilor, liderii Ligii Lombarde au trimis 3500 de soldați (1450 cavaleriști și 2050 infanteriști, fiind prezentă și căruța militară sfântă, numită Carroccio), pentru a bloca drumul spre Pavia. 
Printre lombarzi era o unitate de infanterie de elită denumită „Compania Morții”, condusă de Alberto da Giussano. Ocupând o poziție lângă Legnano, lombarzii au așteptat apariția lui Frederic. În dimineața zilei de 29 mai lombarzii au trimis 700 de cavaleriști să exploreze pozițiile la nord de ei. Cavaleria a întâlnit avangarda lui Frederic, având loc scurtă încăierare. Când pe câmpul de luptă au ajuns principalele forțe imperiale, lombarzii s-au retras. Frederic a continuat drumul spre pozițiile cheie ale lombarzilor, în apropiere de Legnano.

## Bătălia
Frederic a început atacul general asupra pozițiilor lombarzilor. Cavaleria sa a împrăștiat cavaleria italiană și a început atacul asupra infanteriei aranjate în jurul Carroccio-ului. S-a dat o luptă aprigǎ, în care „Compania Morții” a respins atacul german asupra căruței (Carroccio) de pe care preoții conduceau serviciul divin și inspirau soldații la luptă. În ciuda rezistenței disperate a italienilor, infanteria și cavaleria lui Frederic înainta încetul cu încetul. În tot acest timp, cavaleria italiană a avut ocazia să-și strângǎ rândurile și sǎ se regrupeze pentru atac. Sprijinitǎ de cavaleria nou-venitǎ din Brescia, ea a revenit pe câmpul de luptă și a atacat armata germană în flancul drept.
Atacul puternic al italienilor a zdrobit rândurile germanilor, făcându-și drum pânǎ la garda lui Frederic. În încăierarea care a urmat, purtătorul stindardului imperial a fost ucis iar Frederic a cǎzut de pe cal, toți ostașii crezând că el a fost ucis. Atacată de dușmani din ambele părți și crezând că împăratul este mort, armata germană s-a retras la Pavia.

## Rezultat
Numărul celor uciși în bătălia de la Legnano este necunoscut, însǎ se presupune cǎ pierderi mari au suportat ambele părți. Crezând că Frederic a fost ucis, armata și familia sa, au început să-l deplângă în Pavia. Aceasta însǎ a fost prematură, cǎci peste câteva zile, el a revenit la Pavia, rănit dar în viață. Nefiind în stare să învingă Liga Lombardă, Frederic a început negocierile de pace. Pacea a fost atinsă, atunci când Frederic și papa Alexandru al III-lea, au ajuns la consens pe 24 iulie 1178, pe lânga aceasta, Frederic l-a recunoscut pe Papa drept lider al Bisericii universale. Între Frederic și Regatul Siciliei a fost semnat un armistițiu de 15 ani, iar cu Liga Lombardă de 6 ani.